# (1261) Legia
(1261) Legia ist ein Asteroid des Hauptgürtels, der am 23. März 1933 vom belgischen Astronomen Eugène Joseph Delporte in Ukkel entdeckt wurde. 
Der Name ist abgeleitet von einer lateinischen Bezeichnung der belgischen Stadt Lüttich.